# لهيالمة 1 (لمهارزة الساحل)
لهيالمة 1 هي إحدى مشيخات المملكة المغربية، تتبع جغرافيا لإقليم الجديدة وإداريًا للمهارزة الساحل. يقدر عدد سكانها بـ 6079 نسمة حسب الإحصاء الرسمي للسكان والسكنى لسنة 2004.